# Carmen Bagiu
Carmen Mirela Bagiu (Botoșani, 26 settembre 1982) è un'ex cestista rumena.
Alta 186 cm, giocava come centro.

## Carriera
Nata a Botoşani nel 1982, esordisce nel campionato rumeno nella stagione 2002-03 giocando per lo CSM Sportul Studentesc Bucureṣti. Si trasferisce nel Clubul Sportiv Olimpia Bucureṣti nel 2005-06 giocando due stagioni. Nel 2007-08 passa al Clubul Sportiv CET Govora e l'anno successivo al CS Rapid Bucureṣti prima di ritirarsi.

## Nazionale
Con la Romania ha disputato due edizioni dei Campionati europei (2005, 2007).